# 臺灣大學系統科研產業化平台
臺灣大學系統科研產業化平台（Global Industry Platform of NTU System，簡稱T5GIP）由科技部指導科研產業化平台計畫 (GLORIA) 所搭建之產學研合作平台與國際市場鏈結的校際聯盟聯合國立臺灣大學、國立臺灣科技大學、國立臺灣師範大學、長庚大學，與明志科大等學校，攜手國立臺灣大學醫學院附設醫院、長庚醫院，及聯新醫院等醫療體系，共同參展2021年亞洲生技大會（BIO Asia-Taiwan 2021），計有逾65組的研發技術及產品，以「生技領航」為主軸，於7月21日至25日全線上（Online）展覽。

## 聯盟成員
- 國立臺灣大學
- 國立臺灣科技大學
- 國立臺灣師範大學
- 長庚大學
- 明志科技大學